# Арнолд (Небраска)
Арнолд (енгл. Arnold) град је у америчкој савезној држави Небраска.

## Демографија
По попису из 2010. године број становника је 597, што је 33 (-5,2%) становника мање него 2000. године.
| Група             | 2000.       | 2010.       |
| Белци             | 615 (97,6%) | 580 (97,2%) |
| Афроамериканци    | 0 (0,0%)    | 1 (0,2%)    |
| Азијати           | 0 (0,0%)    | 0 (0,0%)    |
| Хиспаноамериканци | 11 (1,7%)   | 11 (1,8%)   |
| Укупно            | 630         | 597         |